# Gerdeswalde
Gerdeswalde ist ein Ortsteil der Gemeinde Sundhagen im Landkreis Vorpommern-Rügen.

Gerdeswalde (rechts von Horst) zwischen 1880 und 1920

## Geografie und Verkehr
Gerdeswalde liegt 12,5 Kilometer östlich der Stadt Grimmen, 21,5 Kilometer südlich von Stralsund und 11 Kilometer nordwestlich von Greifswald. Westlich des Ortes verläuft die als vierstreifige Autostraße ausgebaute Bundesstraße 96, östlich verläuft seit 1863 die Bahnstrecke Greifswald–Stralsund und weiter östlich die Bundesstraße 105, die ehemalige B 96. Der Ort liegt in direkter Nachbarschaft von Horst und wird von diesem nur durch den Grenzgraben getrennt.

## Geschichte
Gerdeswalde wird in den Urkunden bis zum Ende des 14. Jahrhunderts nicht geführt, jedoch befindet sich neben dem Gut ein gut erhaltener frühdeutscher Turmhügel, der archäologisch in die Zeit von 1230 bis 1400 datiert wird. Der Ort wurde topografisch und statistisch erstmals in den schwedischen Matrikelkarten und deren Beschreibungen von 1696 genannt.
Im preußischen Urmesstischblatt (PUM) von 1835 wurde Gerdeswalde als Gutsdorf mit dem dominanten Gut und einer zweigeteilten Landarbeiter-Katensiedlung dargestellt.
1871 weist die staatliche Statistik folgende Informationen auf: Gerdeswalde hatte 7 Wohnhäuser mit 18 Haushaltungen und 115 Einwohner, 1867 waren es noch 117. Alle hatten die evangelische Konfession.
Um 1880 war laut Messtischblatt (MTB) das Gut als Vierseithof kompakt und modern aus- oder umgebaut worden. Die beiden Teilsiedlungen der Landarbeiter hatten sich nicht verändert. Kirche, Friedhof und Schule befanden sich im 200 Meter entfernten Horst.
Seit 1896 war Gerdeswalde durch die Bahnstrecke Greifswald–Grimmen–Tribsees gut an das Verkehrsnetz angebunden, hatte aber keinen eigenen Haltepunkt, aber der von Horst lag ja relativ nahe.
1920 war das Gut laut MTB fast unverändert geblieben, aber das Dorf hatte sich in Richtung Süden zur Bahnstrecke vergrößert. Dort entstanden auch die zu der Zeit staatlich verordneten Streusiedlungen mit ca. einem Dutzend in der südlichen Feldmark verteilten Höfen. Ob der Grund für die Hergabe der Ländereien im Bankrott des Gutes oder der verordneten Abtrennung von Siedlungsland zu suchen ist, ist derzeit nicht klar.
Nach der Bodenreform von 1945 blieben vom Gut nur noch Reste übrig, aber auch viele der verstreuten Siedlungshöfe hatten aufgegeben und waren wüst gefallen. Landwirtschaftskomplexe (LPG) entstanden nur im benachbarten Horst und wurden nach 1990 zu Gewerbegebieten ausgebaut.
Gerdeswalde gehörte zur Gemeinde Horst. Diese schloss sich am 7. Juni 2009 mit den Gemeinden Behnkendorf, Brandshagen, Kirchdorf, Miltzow, Reinberg und Wilmshagen zur neuen Gemeinde Sundhagen zusammen.

## Sehenswürdigkeiten
- Restgut und Dorfanger
- Bodendenkmal – Turmhügel Gerdeswalde